# Joan Peruga Guerrero
Joan Peruga Guerrero va nàixer a Santalecina (Osca) l’any 1954. És un historiador, professor i escriptor andorrà. Va fer els estudis de batxillerat a Lleida i es va llicenciar en Història Contemporània per la Universitat Autònoma de Barcelona. Durant anys va compaginar la docència a l'Institut Espanyol d'Andorra, impartint classes de geografia, història i publicitat, la seva investigació sobre la història dels Pirineus i d'Andorra al segle xix. Es va incorporar a l'Escola Andorrana de Batxillerat on va ser cap d'estudis i professor de Geografia i Història.
Va ser membre del Comitè Director de l'Institut d'Estudis Andorrans. També va presidir la Comossió Nacional Andorrana per a la Unesco.
És col·laborador habitual de la premsa andorrana i va escriure durant deu anys una columna setmanal pel Diari d'Andorra. Alguns d'aquests articles es reuneixen a Dijous Remenats, 2001.
A la Fira del Llibre de Frankfurt del 2007 va ser un dels autors andorrans representants. Va col·laborar en la 32a Setmana del llibre català que se celebra a Barcelona.
Va formar part del Col·lectiu Portella, fundador de la revista Portella Andorra Lletres Arts, de la qual va ser el primer director.
Últim estiu a Ordino és una obra publicada l'any 1998, i fa referència a la família Areny-Plandolit, una de les famílies més importants d'Andorra (La Casa Museu Areny-Plandolit).

## Obra

### Novel·la
- 1998 Últim estiu a Ordino (Columna)
- 2004 La república invisible (Proa) Traduïda al romanès
- 2013 El museu de l'elefant (Editorial Andorra)
- 2016 Alcanadre (Editorial Andorra)

### Història i relats de viatges
- 1988 L'Andorra del segle xix. (De la Nova Reforma a la Revolució del 1881) (L'Avenç)
- 1994 El temps estanyat. Itineraris per les fronteres d'Andorra de la mà dels pioners (Premsa Andorrana)
- 1994 Diplomatari de la Vall d'Andorra. Segle XIX (Govern d'Andorra)
- 1998 La crisi de la societat tradicional. El segle XIX (Govern d'Andorra. Ministeri d'Educació, Joventut i Esports)

### Selecció d'articles i participacions en altres publicacions
- 1991 Andorra i la primera guerra carlina (L'Avenç, 151)
- 1992 El segle XIX (Annals de l'Institut d'Estudis Andorrans)
- 1992 Carlins i liberals. Els inicis de la qüestió d'Andorra (Annals de l'Institut d'Estudis Andorrans)
- 1993 Andorra en el temps dels pelegrinatges (Del Pirineo a Compostela. Leyenda, vida y cultura)
- 1997 El decorat històric de l'òpera La Vall d'Andorra (El contemporani, 11-12. Gener-agost 1997)
- 1999 Artur Osona, excursionista impenitent[5]
- 2001 Dijous remenats (Recull d'articles editat per Premsa Andorrana)
- 2001 Un pessebre vivent (Contes de Nadal. Diari d'Andorra)
- 2001 Gâteau typique de l'Andorre (Set Claus. Relats d'Andorra. Editat per Proa)
- 2002 La quimera del ferro (Parnassius Apollo. Relats de l'Alt Pirineu)
- 2005 Andorra descobriment romàntic (Pirineos, 1. 2005)
- 2005 L'aleluya "El valle de Andorra" : la difusió del nom d'Andorra[5]
- 2006 Nadal al Col·legi (Contes de Nadal. Diari d'Andorra)
- 2007 El final de la llegenda dels Arenys-Plandolit?
- 2009 Andorra. Nova aproximació a la Història d'Andorra (obra coordinada per Jordi Guillamet)
- 2009 Ferreira de Castro, l'últim viatger[5]
- 2011 La concessió per dur aigua del Valira a Barcelona[5]

## Premis
- 1994 Premi Tristaina de Periodisme per El temps estanyat[6]
- 1997 Premi Fiter i Rossell per la novel·la Últim estiu a Ordino[7]
- 2013 Finalista del Premi el Lector de l'Odissea per l'obra El museu de l'elefant[8]